# El Tato (Antonio Sánchez)
Pour les articles homonymes, voir El Tato.
Antonio Sánchez plus connu sous le pseudonyme de « El Tato »né le 6 février 1831 à Séville (Espagne), mort le 7 février 1895 à Séville, est un matador espagnol.

## Présentation et carrière
Il commence sa carrière avec les pegados portugais  qui se produisent en Espagne dans les années 1849-1850. Son rôle consistait alors uniquement à tuer à l'épée les taureaux qui servaient à ces luttes. D'abord engagé dans la cuadrilla de Juan Lucás Blanco  en 1850, il est remarqué par El Chiclanero à Saint-Jacques-de-Compostelle pour la qualité de son estocade. Il est engagé  en 1851 dans la cuadrilla de Cúchares sur les conseils d'El Chiclanero.
Cúchares lui cède souvent ses taureaux au moment de l'estocade ce qui permet à Antonio de se perfectionner. Le 24 octobre 1853, alors que  « El Tato » figure au cartel de Cúchares à Madrid, El Salamanquino, qui torée avec eux ce jour-là, est blessé. Antonio le remplace le jour suivant le 30 octobre, et  Cúchares lui donne  son alternative  avec pour témoin Cayetano Sanz, devant le taureau « Cocinero »  de l'élevage Gaspar Muñoz.  Le public étant très impressionné par sa performance, on organisa le 6 novembre suivant une corrida exceptionnelle, qui malheureusement fut interrompue par la pluie.
Durant les temporadas suivantes il confirme son talent : excellent à la cape avec laquelle il exécute de gracieuses passes, il est un peu moins fort à la muleta, mais le public apprécie son physique élégant et il devient très populaire. Malgré quelques revers en 1860, il continue de s'affirmer. Il recueille un immense succès à Séville  le 17 mai 1860 face à des toros Miura avec Miura Manuel Domínguez « Desperdicios », comme compagnon de cartel.
En 1861, il épouse la fille de Cúchares. Les festivités sont organisées par le comte  d'Águilar dans son château.

## Le style d'unefigura
Il était brillant dans les passes de cape, intervenait avec opportunité dans les quites (on lui attribue l'invention du galleo), plus médiocre à la muleta. Mais à l'épée, il a laissé sa trace dans une technique d'estocade franche qui ne se complaisait pas dans le metisaca jusqu'alors pratiqué par la majorité des toreros. Il est arrivé à une période de transition où les vedettes n'était pas légion. Son seul  rival sérieux était El Gordito qui tuait mal et qui faisait ressortir les qualités d'Antonio.
Son excellente réputation l'amène plusieurs fois à Bayonne où l'impératrice Eugénie de Montijo et son époux apprécient ses prestations de 1853  à 1862. Le couple impérial l'accueille avec bienveillance dans sa demeure de Biarritz.
En 1863, il inaugure les premières corridas espagnoles dans le Coliseo de Nîmes. L'affiche de la feria de Nîmes 2013 fête les cent cinquante ans de sa prestation qui fut brillante, juste avant qu'un accident de diligence en 1864 ne vienne interrompre son ascension pour trois ans.

## La fin des succès
Le 12 juillet 1867, il fait une prestation lamentable en compagnie de El Gordito. Il rate l'estocade de son second taureau avec une multitude de pinchazos inefficaces, ce qui provoque un immense scandale. Deux ans plus tard, le 7 juin 1869 le taureau de Vicente Martinez  « Peregrino » le blesse grièvement à Madrid. Le matador doit subir l'amputation de la jambes droite. 
Après onze ans hors du ruedo, il tente de reparaître avec une prothèse, sans succès.
Les historiens de la tauromachie lui reconnaissent le mérite d'avoir mis fin à la pratique trop répandue de l'estocade metisaca.